# Сифон (мекотели)
Вижте пояснителната страница за други значения на сифон.
Сифон се нарича тръбест орган при водни мекотели, принадлежащи към класовете Коремоноги, Миди и Главоноги.
Сифонът е част от мантията и нейно образувание, който изпълнява няколко функции. Той участва в процесите на размножаване, движение, хранене и дишане. При главоногите той осъществява реактивното движение на индивидите.
При мидите сифоните са два: входен и изходен. При главоногите се нарича хипоном.